# G-44 Qeqertarsuaq
G-44 este un club de fotbal din Qeqertarsuaq, Groenlanda care evoluează în Coca Cola GM.

## Palmares
- Coca Cola GM: 1
  - Campioană : 2009, 2011